# Jupiter (zeu)
În mitologia romană, Jupiter sau Iupiter deținea același rol precum cel al lui Zeus în panteonul grecesc. El era numit Jupiter Optimus Maximus (Jupiter Cel mai Înalt, Cel mai Mare), fiind zeitatea supremă a statului roman, având în grijă legile și ordinea socială. Jupiter este o derivare a lui Jove și pater (latină: tată).
Numele zeului a fost adoptat drept numele planetei Jupiter și a fost punctul de plecare pentru numele zilei de joi a săptămânii (rădăcina etimologică este mai vizibilă în limba franceză jeudi, de la Jovis Dies). În mod ironic, studiile lingvistice îl identifică ca fiind derivat din același zeu precum și zeul germanic Tiwaz, al cărui nume a fost dat zilei de marți. O altă referință etimologică este Dyaus Pita, aparținând religiei vedice.
(Acest articol se concentrează asupra lui Jupiter în timpurile începutului Romei și asupra practicilor cultului. Pentru informații privind surse mitologice despre Jupiter, adânc influențate de către mitologia greacă, vezi Zeus.)

## Titluri ale lui Jupiter
1. Jupiter Caelestis („cerescul”)
2. Fulgurator („al fulgerului”)
3. Jupiter Latarius („Zeu al Latiumului”)
4. Jupiter Lucetius („al luminii”)
5. Jupiter Pluvius („trimițătorul de ploaie”).
6. Jupiter Stator (de la stare, însemnând „stătător”)
7. Jupiter Terminus sau Jupiter Terminalus (apărătorul de granițe).
8. Jupiter Tonans („trăznetul”)
9. Jupiter Victor (condu armatele romane către victorie)
10. Jupiter Summanus (trimițătorul de trăznet nocturn)
11. Jupiter Feretrius („cel ce poartă departe pradele războiului”)
12. Juptier Optimus Maximus (cel mai bun și cel mai mare)

În calitatea sa de zeu al aerului, Jupiter asigura fertilitatea câmpiilor. Pe timp de secetă se făceau procesiuni și ceremonii, ca Nudipedalia (la care se mergea în picioarele goale), pentru a-l îmbuna pe Jupiter în calitatea sa de Pluvius, ”aducătorul de ploaie”. 
Generalii îi dedicau temple lui Jupiter Stator („cel care stă în picioare”) când armata romană câștiga în lupte foarte grele.
Jupiter era considerat bunicul lui Romulus și Remus, fondatorii Romei. Primi regi și apoi împărații au fost zeificați, iar Jupiter a fost cunoscut ca apărătorul republicii romane, și vreme de multe secole, venerat ca ”Jupiter Liber” (”liber” sau ”care aduce libertate”).

## Sincretism
Odată cu expansiunea Imperiului, cultul roman a intrat în contact cu numeroasele religii locale ale populațiilor cucerite. În special în provinciile răsăritene, acest contact inter-cultural a dus la crearea unui sincretism, unind anumite zeități romane cu cele locale. Jupiter a fost printre divinitățile care au avut parte de cele mai multe forme sincretice. 
Jupiter Heliopolitanul (Jupiter Heliopolitanus) a fost format pe fondul influențelor cultului lui Baal în Siria. La Baalbek Jupiter Heliopolitanul a avut unul dintre cele mai mari temple din Imperiu. Era adesea prezentat într-o triadă, alături de Atargatis (care putea fi reprezentată de diverse zeițe romane) și de Mercur, portretizat asemenea unui înger al tatălui său.

## Jupiter și suveranitatea romană
Aspectele de suveranitate implicate în unele dintre titlurile lui Jupiter sunt explicite în istoria legendară a începuturilor Romei (după cum se transmite, de exemplu, în "Viețile" romane ale lui Plutarh și în primele puține cărți ale lui Livius). Astfel războinicul Romulus invocă Jupiter Stator pentru a opri și terifia inamicii Romei, în timp ce pașnicul legislator Numa Pompilius avea o relație apropiată cu Dius Fidius, care prezidează deasupra jurămintelor.
De asemenea, Jupiter se află în fruntea Triadei Arhaice a lui Jupiter, Marte și Quirinus. Această grupare a fost văzută drept o reprezentație religioasă a societății romane timpurii, în care:
- Jupiter susține autoritatea rituală și augurală a Flamen Dialis (înaltul preot al lui Jupiter) și șeful colegiilor preotești.
- Marte, cu funcțiile sale războinice și agriculturale, susține puterea regelui și a tinerilor nobili de a aduce prosperitate și victorie prin magie compătimitoare în ritualuri precum Calul din octombrie și Lupercalia.
- Quirinus, din co-viri "oameni alături", susține forța combinată a populusului roman.

Mai târziu, în timpul perioadei imperiale, împărații Claudius și Domițian au adoptat trăsături ale lui Jupiter în portretele lor, pentru a sublinia suveranitatea lor asupra întregii lumi.

## Jupiter Capitolinul

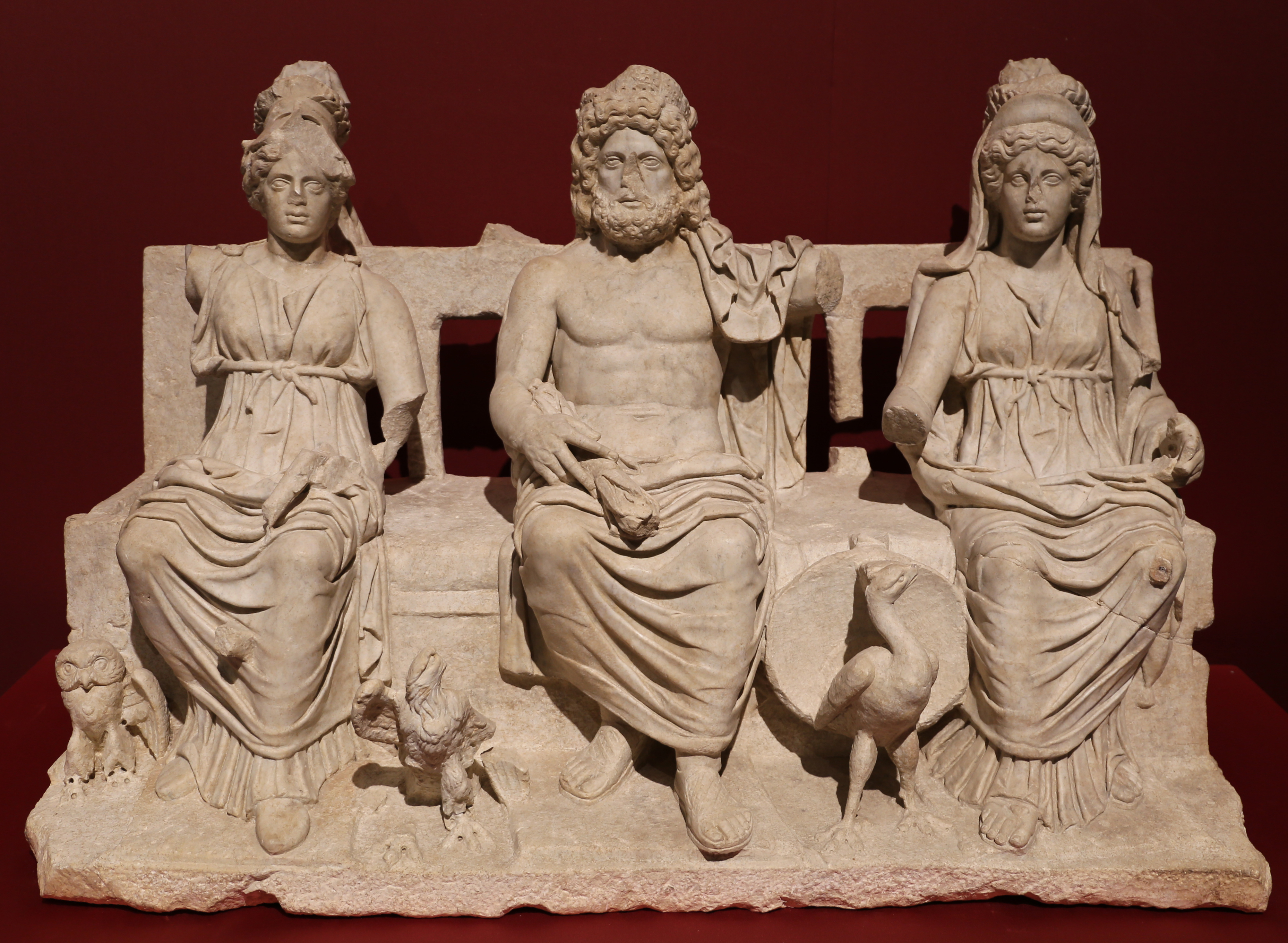
Triada Capitolină: Minerva, Jupiter și Iunona.

Cel mai mare templu din Roma era acela al lui Jupiter Optimus Maximus pe Colina Capitolină. Aici a fost venerat alături de Iuno și Minerva, formând Triada Capitolină. Temple ale lui Jupiter Optimus Maximus, sau ale Triadei Capitoline ca un întreg, erau construite de romani în centrul noilor orașe din coloniile lor.
Templul lui Jupiter Optimus Maximus („cel mai bun și cel mai mar,e”) a fost ridicat de regii etrusci pe Capitoliu, dar consacrat abia în timpul republicii. Când a fost terminat a devenit centrul ritualurilor civice romane. Data consacrării lui, 13 septembrie, era cea la care funcționarii romani își luau posturile. În templu se țineau copii gravate ale tratatelor și prăzile din bătălii.

## În limbă
Odată se credea că zeul roman Jupiter (Zeus în Grecia) era în fruntea justiției cosmice și că în Roma antică oamenii jurau către Jove în tribunale, ceea ce a condus la expresia comună „după Jove”, pe care multe persoane o folosesc astăzi.